# Maria Palau Sotomayor
Maria Palau Sotomayor, també coneguda com a Maria de la Concepció (Perpinyà, 1629 - Vic, 19 d'abril de 1703), fou una cronista i priora de les Carmelites Descalces de Perpinyà.

## Biografia
Maria era filla de misser Lluís Palau i de Maria Sotomayor, de Perpinyà. El seu pare, jurista, possiblement fou l'autor d'un opuscle publicat a Perpinyà el 1627 Discurso fundado en derecho sobre la pretención que tienen los condados de Rossellón y Cerdaña de desunirse y separarse del principado de Cataluña y su Diputación..., en què es feia una apologia de la segregació d'aquests comtats respecte del Principat de Catalunya.
En plena Guerra dels Segadors, Maria va ingressar en el convent de Santa Teresa de les carmelites descalces de Vic el 17 de novembre de 1644, quan comptava quinze anys. Un any després, el 10 de desembre de 1645, realitzava la seva professió solemne.
Segurament, com a filla d'un doctor en drets, havia rebut una bona educació, fet que la convertiria en amanuense i cronista de la comunitat. I als seus vint anys, l'any 1650, redactà la biografia d'una eminent religiosa del seu convent, Maria de les Llagues (Maria Osona i Mongraula, 1591-1650), cofundadora i primera religiosa professa en el nou convent, la família de la qual fou decisiva econòmicament en la dotació de la nova casa, erigida el 1637. Cal destacar la participació de Maria com a cronista en el llibre comunitari que recollia la fundació i la història del convent, i és força possible que redactés també les notes necrològiques o elogis de difuntes de les religioses de la seva comunitat.
Religiosa de gran personalitat i força ascendència a la comunitat, fou priora des de 1697 fins al 7 de febrer de 1701, quan la succeí M. Maria Alberta de Sant Domènec, una altra religiosa molt destacada en la història d'aquest convent.